# Saliocleta widagdoi
Saliocleta widagdoi är en fjärilsart som beskrevs av Alexander Schintlmeister 1994. Saliocleta widagdoi ingår i släktet Saliocleta och familjen tandspinnare. Inga underarter finns listade.